# Searban
Searban – w iryjskiej mitologii wojownik z rodu Fomoraigów, jeden z pradawnych bogów morza. Wojownik ten miał tylko jedno oko, rękę i nogę. Strzegł zaczarowanego drzewa, do którego nikt nie miał prawa się zbliżyć. W czasie ucieczki przed wojownikami Fianny, Gráinne i Diarmuid Ua Duibhne zdołali zaprzyjaźnić się z nim, dzięki czemu para zakochanych mogła skryć się przed pościgiem w listowiu drzewa. Doszło jednak do walki między Diarmuidem Ua Duibhne a Searbanem ponieważ Gráinne skosztowała owoców tego drzewa. W walce tej Searban został zabity.